# William Stirling-Maxwell
William Stirling-Maxwell, 9. baronet Pollok (ur. 8 marca 1818 w Kirkintilloch, zm. 15 stycznia 1878 w Wenecji) – szkocki historyk, polityk, pisarz, bibliofil i historyk sztuki.